# Mariela Castro
Mariela Castro Espín (L'Avana, 27 luglio 1962) è una psicologa, politica e attivista cubana, figlia di Raúl Castro e nipote di Fidel Castro,  presiede il Centro Nazionale di Educazione Sessuale di Cuba (in spagnolo, Centro Nacional de Educación Sexual de Cuba, CENESEX) e dirige la rivista Sexología y Sociedad. Fa parte dal 2013 dell'Assemblea nazionale del potere popolare, il parlamento cubano..
È impegnata per i diritti degli omosessuali e dei transessuali a Cuba. Soprattutto nei confronti di questi ultimi, si è fatta promotrice di una politica volta alla loro protezione e integrazione nella società cubana. In passato, è stata anche promotrice di una campagna per misure più efficaci nella lotta all'AIDS.

## Biografia
Figlia di Vilma Espín Guillois, all'epoca femminista rivoluzionaria presidente della Federazione delle Donne Cubane e dell'ex presidente cubano (al momento della sua nascita comandante delle Forze Armate) Raúl Castro, nipote di Fidel Castro e sorella di Alejandro Castro Espín, colonnello e consigliere del Ministero dell'interno, e sua sorella maggiore ricopre posizioni di alto livello nel Ministero dell'Istruzione.
Quando era solo una bambina, scoppiò la crisi dei missili di Cuba e lei fu affidata ai nonni. Ha poi detto di essere cresciuta in una società omofoba in cui i membri della comunità LGBT+ erano presi di mira senza sosta sia in termini di legge che di politica, di standard sociali e di aspettative tradizionali. Castro ha anche dichiarato che lei e i suoi coetanei avrebbero "riso dei gay, li avrebbero presi in giro".
Castro ha studiato danza moderna e si è laureata in psicologia infantile, svolgendo una tesi sulla transidentità.
Si sposò inizialmente con un guerrigliero cileno conosciuto in Nicaragua, Juan Gutiérrez Fischmann (poi ricercato per l'omicidio di un senatore del regime di Pinochet), da cui ebbe una figlia. È stata vicina per un certo periodo all'annunciatore cubano José Luis Bergantiños López, famoso tra la fine degli anni '80 e l'inizio degli anni '90 per aver realizzato programmi di musica rock in lingua inglese e per la sua voce caratteristica in "El program de Ramón" del poeta Ramón Fernández-Larrea su Radio Ciudad de La Habana. Si è poi sposata con Paolo Titolo, un fotografo italiano, da cui ha avuto due figli, un maschio e un'altra femmina.

### Carriera politica e associativa
All'inizio degli anni '80 voleva andare in guerra in Angola, dove combattevano migliaia di cubani. Ma essendo all'epoca madre con un bambino piccolo, fu costretta a restare a Cuba. Riuscì però ad andare in Nicaragua, dove si stava svolgendo un altro conflitto e dove conobbe il suo primo marito, Juan Gutiérrez Fischmann. Ha poi partecipato a varie campagne per i diritti delle persone LGBT (lesbiche, gay, bisessuali e trans), in particolare alla parata del gay pride cubano. All'età di 18 anni, allora presidente della federazione studentesca del partito e studentessa, partecipò a un dibattito in cui si decideva o meno l'esclusione degli omosessuali, in un contesto in cui gli omosessuali venivano ancora inviati (tra il 1965 e il 1967) nei campi, le "Unità Militari per l'Aiuto alla Produzione (UMAP)" in alternativa al servizio militare, con molti non omosessuali, come gli hippy, i testimoni di Geova e gli artisti ideologicamente "diversivi", tutte categorie di cittadini, ha spiegato il sociologo Vincent Bloch, la cui condotta era ritenuta "inappropriata" dal regime cubano. In quel dibattito lei prese la parola dicendo: "Non possiamo escludere questi compagni, questa non è una politica rivoluzionaria. Tra i combattenti della Sierra Mestra c'erano omosessuali e nel governo ci sono ancora omosessuali".
Con sua madre Vilma Espín, ha contribuito a instillare un clima di tolleranza dagli anni '80 in poi (l'omosessualità è stata depenalizzata nel 1979 e la sodomia nel 1989). Da allora è diventata direttrice del Centro Nazionale di Educazione Sessuale di Cuba, situato nella capitale cubana. Dopo la morte di sua madre, nel giugno 2007, iniziò a svolgere funzioni equivalenti a quelle di first lady della Repubblica di Cuba (anche se il suo nome non venne utilizzato con questo significato), carica che mantenne di fatto fino al 2018; dopo sarà sostituita dalla moglie del nuovo presidente, Lis Cuesta Peraza.

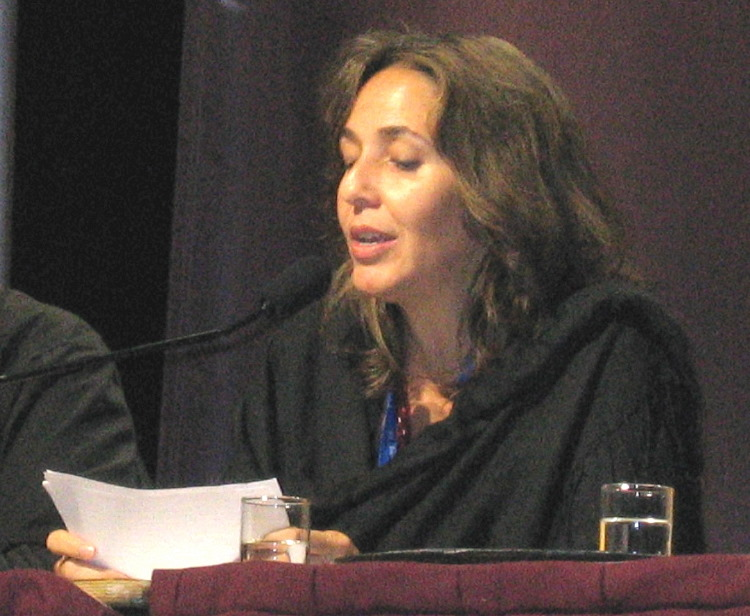
Mariela Castro nel 2006

Questa lotta a favore degli omosessuali le valse l'invito a una conferenza a Los Angeles nella primavera del 2002, un fatto importante perché era il secondo membro della famiglia Castro (dopo Juanita) a mettere ufficialmente piede negli Stati Uniti da molto tempo. Acquisì così una certa notorietà mediatica negli Stati Uniti. Ha colto anche l'occasione per partecipare alla campagna per la liberazione delle cinque spie cubane arrestate nel 1998. Ha rilasciato interviste a media come il New York Times, Der Spiegel e la CNN e ha preparato un'autobiografia con un giornalista americano. Talvolta se l'è anche presa con i giornalisti: nell'aprile 2017, a Madrid, dove stava partecipando a un forum, si è rifiutata di rispondere al giornalista dell'agenzia di stampa HispanoPost definendolo un "moco pegado" (moccio incollato).
Nel febbraio 2013 è stata eletta deputata all'Assemblea Nazionale del Potere Popolare di Cuba. Il 20 agosto 2014 si è opposta a un disegno di legge dell'Assemblea contro la discriminazione, che considerava inefficace.
È stata anche promotrice dell'efficace prevenzione dell'HIV/AIDS. Ha sviluppato importanti eventi sociali per promuovere e diffondere diversi progetti per la tutela e il rispetto delle minoranze sessuali sull'isola. È una delle figure chiave della politica sviluppata nel CENESEX per proteggere e integrare pienamente le persone transessuali nella società. Si è anche espressa a favore dei diritti delle donne a decidere di abortire.
In varie interviste Mariela ha dichiarato la sua totale adesione al governo cubano, oltre a considerare pubblicamente che la cosa più conveniente per Cuba è il partito unico. Il 13 agosto 2013 è stata dichiarata una visitatrice illustre a Montevideo, in Uruguay.
Pur offrendo un volto accettabile di Cuba nel mondo, è stata criticata dai dissidenti cubani. Yoani Sánchez ha scritto così: "Continuo a non capire: accettiamo il diritto di ognuno di fare l'amore con l'essere che preferisce e continuiamo a sottometterci alla monogamia ideologica imposta dal regime, rammaricandoci che ciò accada. Non si batte per la libertà di espressione a Cuba". Mariela Castro ha smentito queste critiche dichiarando che il dissidente è solo "un mercenario degli Stati Uniti". L'attivista cubano per i diritti LGBTI Lázaro Mireles, a cui ora è proibito tornare nel suo paese e che ha lavorato con lei, ha criticato le sue azioni definendola "manipolatrice". Per Carlos Manuel Álvarez, giornalista e scrittore cubano, Cenesex, l'organizzazione guidata da Mariela Castro, "è stata una finestra di tolleranza aperta dalla leadership del paese [...] come punta di diamante di un'evidente strategia pubblicitaria, per lavare la faccia al regime omofobo". Jorge Manuel Gamboa Escobar, un attivista che risiede in Spagna, ha invece affermato che Cenesex è stata per lui una guida durante tutto il suo processo e in segno di gratitudine continua la sua lotta per il difesa della collettività LGBTIQ+ sull’isola. 

## Filmografia
- Mariela Castro's March: Cuba's LGBT Revolution (2016)